# Marimba Plus
Marimba Plus — российский музыкальный ансамбль из Москвы, работающий в стиле world music, соединяющий в своей музыке академические традиции, этнические ритмы и краски, джазовые импровизации и современные музыкальные тенденции. «Джаз, фольк, классика — кажется, что всё это неуловимо перемешалось, сложилось и сделалось чем-то ещё — очень природным, натуральным, музыкой ветра и дождя…» — писал об ансамбле журнал «Огонёк».
Коллектив создан в 1999 году студентами Академии имени Гнесиных.
Ведущий инструмент в ансамбле — маримба, основатель ансамбля — исполнитель на маримбе и перкуссионист Лев Слепнер, лауреат молодёжной премии «Триумф» (2002).
Наряду с оригинальными композициями руководителя ансамбль Marimba Plus исполняет аранжированную для данного состава музыку таких композиторов, как Лало Шифрин, Ришар Гальяно, Аркадий Шилклопер, Евгений Лебедев, Тито Пуэнте. В качестве приглашённых музыкантов с ансамблем выступали, в частности, Билли Кобэм, Дидье Локвуд, Синди Блэкман, Трилок Гурту, Патрисия Каас, 
Александер, Монти, тувинский ансамбль Хуун-Хуур-Ту, Сергей Старостин и многие другие ведущие исполнители.

## Фестивали
Музыканты Marimba Plus являются участниками фестивалей:
«North Sea Jazz Festival», «Jazz Masters» (Нидерланды),
«Jazz a Juan» (Франция),
«Lionel Hampton Jazz Festival», «Tanglewood Jazz Festival» (США),
«Jazz Hoeilaart» (Бельгия),
«Джакарта ’2010» (Индонезия),
«JazzaNova ’2009» (Китцбюль, Австрия),
«Монтабан» (фр. Montauban, окс. Montalban) (Франция).
Коллектив представлял современную российскую музыку в проекте «Русские сезоны’2008. Simphony of Art», Inteco Gala Night в Мюнхене (Германия), выступал на VI Международном фестивале «Джаз — не только музыка, не только джаз» в Брянске, фестивале «Преображение» (Москва, Сокольники), фестивалях «Золотая маска», «Этносфера», «Усадьба Джаз» в Архангельском, «Царь-Джаз в саду Эрмитаж», CityJazz, «Джазовые сезоны — Воронеж», международном фестивале «Клавиши», международном фестивале импровизационной музыки «Джаз в усадьбе Сандецкого» и др.

## Альбомы
Marimba Plus (Маримба Плюс) 2001 г.
Charmed World (Зачарованный Мир) 2004 г. Совместно с Аркадием Шилклопером (валторна, альпийский рог, флюгельгорн)
Zebrano (Зебрано) 2005 г.
Celestial Elephant (Небесный Слон) 2007 г.
Cinemania (Киномания) 2008 г.
Flight Over The World (Полёт Над Миром) 2012 г.
Private Collection 2CD (Частная Коллекция, 2 CD) 2014 г.
Flight Over The World LP (Полёт Над Миром, пластинка) 2014 г.
New Heart (Новое Сердце) 2016 г.
Twin Peaks Tribute Live (Твин Пикс, посвящение, живое выступление) 2017 г.
In Another Dimension (В другом измерении) 2023 г.

## Состав
По состоянию на 2023 год в ансамбле играют:
- Лев Слепнер — маримба, клавиши, перкуссия, композитор;
- Илья Дворецкий — флейта;
- Сергей Нанкин — кларнет, бассетгорн, вокал;
- Михаил Зуев — саксофон, клавиши, программинг;
- Светлана Семеновых (Fotiniya) - вокал;
- Евгений Ярын/Паата Чакабериа — бас-гитара;
- Олеся Митько - клавиши;
- Вадим Дуляпин / Леонид Тавровский / Виталий Эпов — барабаны;
- Иван Акатов — труба, флюгельгорн.